# Кьярло, Карло
Карло Кьярло (итал. Carlo Chiarlo; 4 ноября 1881, Понтремоли, королевство Италия — 21 января 1964, Лукка, Италия) — итальянский куриальный кардинал и ватиканский дипломат. Титулярный архиепископ Амиды с 12 октября 1928 по 15 декабря 1958. Апостольский нунций в Боливии с 12 ноября 1928 по 7 января 1932. Апостольский интернунций и делегат в Центральной Америке (Гватемале, Гондурасе, Коста-Рике, Никарагуа, Панаме и Сальвадоре) с 7 января 1932 по 30 сентября 1933. Апостольский нунций в Коста-Рике, Никарагуа и Панаме с 30 сентября 1933 по 3 декабря 1941. Апостольский нунций в Бразилии с 19 марта 1946 по 24 сентября 1954. Кардинал-священник с 15 декабря 1958, с титулом церкви pro illa vice Санта-Мария-ин-Портика-Кампителли с 18 декабря 1958.